# Parque Universitario
El Parque Universitario es un parque ubicado en el centro histórico de la ciudad de Lima, capital del Perú. Es de forma rectangular y se encuentra en la intersección de las avenidas Abancay y Nicolás de Piérola.

## Historia
Recibe su nombre por encontrarse ahí la histórica sede de la Universidad Nacional Mayor de San Marcos -considerada la más antigua de América-, también conocida como la «Casona» y que hasta las últimas décadas del siglo XIX fuera local del virreinal Convictorio de San Carlos (actualmente es un centro cultural). La universidad se instaló en dicho local a mediados de la década de 1870, quedando su sede virreinal ocupada definitivamente por la Cámara de Diputados (actual Congreso de la República). No sería sino hasta 1966 que San Marcos abandonó dicho local -debido a los daños infligidos por el terremoto de ese año a la edificación- a su campus de la Ciudad Universitaria, razón por la cual el parque fue escenario de memorables manifestaciones y revueltas estudiantiles durante gran parte del siglo XX. 
La construcción del parque se realizó a inicios de la década de 1920. El proyecto fue elaborado por el arquitecto Enrique Bianchi y aprobado mediante Resolución Suprema por el Ministerio de Fomento en 1919. Durante las décadas de 1980 y 1990, tras muchos años de deterioro, el Parque Universitario fue renovado, construyéndose en él un par de piletas ornamentales así como un cerco perimetral.
En este parque se encuentran varios monumentos de sanmarquinos ilustres; así también la Torre Alemana, un reloj monumental obsequiado a la ciudad por parte de la colonia alemana con motivo del Centenario de la Independencia del Perú, en 1921; asimismo, al costado de la Casona de San Marcos se encuentra el Panteón de los Próceres.

## La Torre Alemana

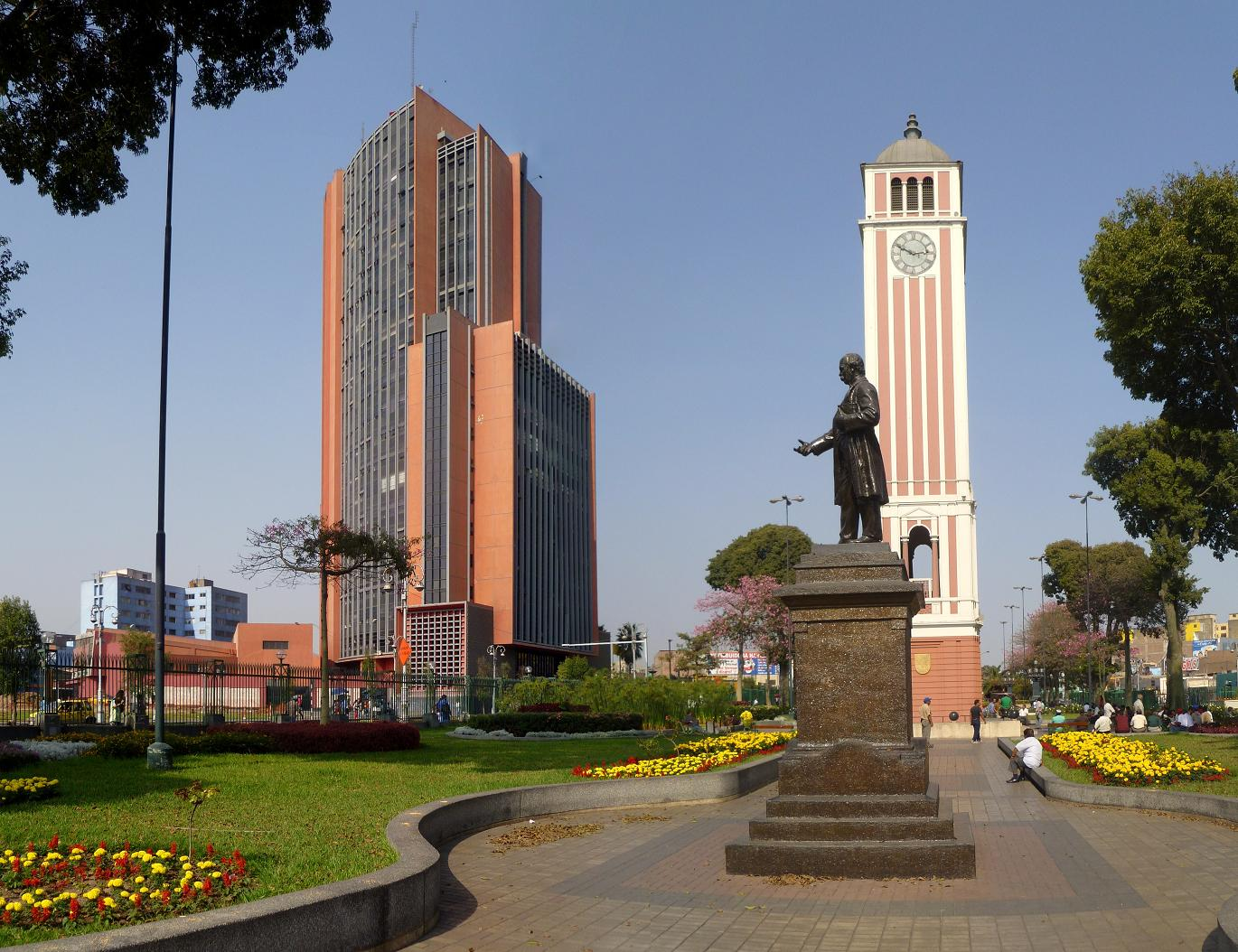
Vista del Reloj Universitario en el Parque universitario.

La Torre Alemana, fue donada por los residentes alemanes en el Perú, con motivo del Centenario de la Independencia del Perú en 1921. Tanto a las doce del mediodía, como también a las seis de la tarde, sus campanadas tocaban la primera estrofa del Himno Nacional del Perú.

## Monumentos
En dicho parque, se encuentran los siguientes monumentos:

El Monumento a Sebastián Lorente de Sebastián Lorente, llamado el "Maestro de la Juventud", maestro e historiador español quien fue un prestigioso rector del Colegio Nacional Nuestra Señora de Guadalupe de Lima en 1842. La escultura está ubicada en la cabecera este del parque que da hacia la avenida Abancay y está elaborada en bronce y granito. La escultura es obra del escultor peruano José Luis F. Agurto y fue inaugurada el 15 de septiembre de 1924.

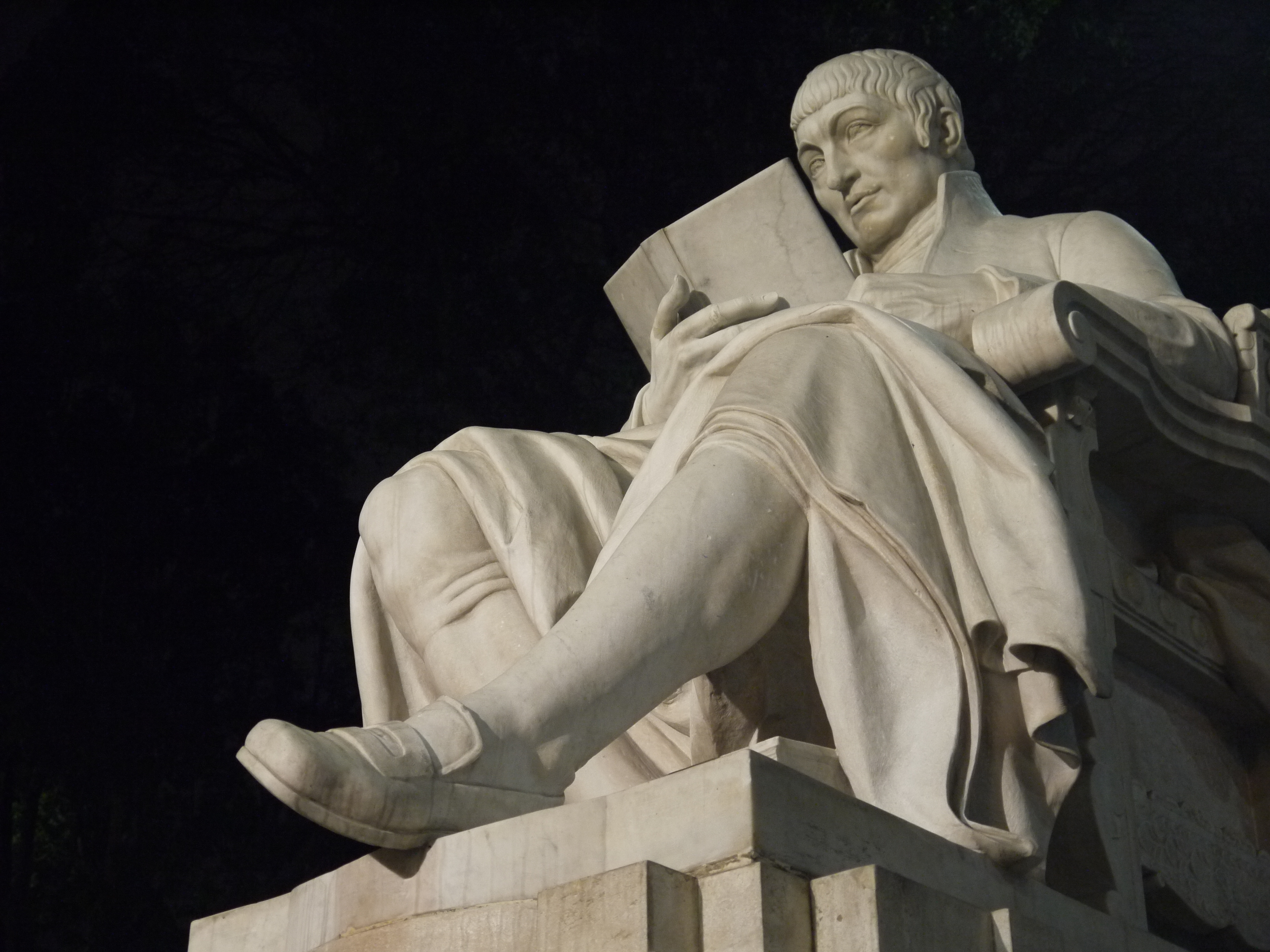
Monumento a Hipólito Unanue en el Parque universitario.

El Monumento a Hipólito Unanue, dedicado a Hipólito Unanue. Este fue un precursor de la independencia del Perú así como un político y  médico peruano. Su monumento ubicado en la parte noroccidental frente a la entrada de la Casona de San Marcos del parque es de mármol italiano, obra del escultor español Manuel Piqueras Cotolí. Fue inaugurado el 29 de julio de 1931, siendo presidente de la República el general Luis Miguel Sánchez Cerro.
El Monumento a Bartolomé Herrera, dedicado a Bartolomé Herrera Vélez. Este fue un personaje de los primeros años de la república, congresista constituyente y promotor de la educación nacional. Su monumento está ubicado junto a la torre del reloj. La estatua del Presbítero Bartolomé Herrera, lo representa sentado, es de bronce y mármol, la que fue inaugurada en 1922, donada por el Gobierno de Alemania, este monumento es obra del escultor español, Gregorio Domingo; él que fue discípulo predilecto del escultor español Mariano Benlluire y Gil en Madrid, y por encargo de este hizo el anclaje de la estatua del Generalísimo Don José de San Martín y Matorras en la plaza que lleva su nombre en Lima en 1921. En su permanencia en Lima, realizó talleres en la Escuela Nacional de Bellas Artes.